# Markowo (powiat gołdapski)
Markowo – osada w Polsce położona w województwie warmińsko-mazurskim, w powiecie gołdapskim, w gminie Dubeninki, w sołectwie 
Budwienice.
W latach 1975–1998 miejscowość administracyjnie należała do województwa suwalskiego.